# 天神怪戦
『天神怪戦』（てんじんかいせん）は、メルダックが発売したゲームボーイ用ゲームソフト。
日本国外では『Mercenary Force』のタイトルで発売された。

## ゲーム内容
江戸時代を舞台とする横スクロールシューティングゲームである。全6ステージ。続編に『読本 夢五誉身 -天神怪戦2-』があるが、そちらはカードバトルゲームになっている。

### アイテム
薬
先頭キャラクターのみ体力が3回復
団子
パーティー全員の体力が1回復
酒
パーティー全員の体力が3回復
御札
先頭キャラクターが僧侶に転職する
巻物
先頭キャラクターが忍者に転職する

## ストーリー
時は天保14年。天保の大飢饉の元凶は陰凶界のチミモウリョウである、との神夢を見た徳川家慶は天神界に守護を持つ天神5人衆を召し出し、チミモウリョウの討伐を命じた。

## キャラクター
5種の職業から最大4名までのパーティーを組み、状況に応じて隊形を変えながら戦う。隊列を組むと敵弾の回避が難しくなるため、あえて1名パーティで挑む手段もある。各キャラクターはステージ開始時に金銭で雇用する。雇用代はステージ攻略毎に100文ずつ費用が増えて行く。隊の先頭に立つキャラクターは、足軽を除き通常攻撃と別に怪物に変身する「天神変化」によって特殊攻撃を行える。但し天神変化終了後にそのキャラクターは死に、またボス戦の時に変化するとゲームが進行不可能になる致命的なバグがある。
足軽
費用400文。体力6。単発で長射程の火縄銃を放つ。天神変化はできず、画面をフラッシュさせ、すべての敵と敵弾を消滅させる。
侍
費用800文。体力12。大小二本差しの他、上下二連の弾丸を放つ。天神変化は「つるべ火」に変身し、八方に弾丸を放つ。
忍者
費用1000文。体力10。2連射可能な手裏剣を放つ。天神変化は「おおかむろ」に変身し、自身の周りで手裏剣を回転させる。
僧侶
費用1200文。体力9。斜め前2方向に弾丸を放つ。天神変化は「仙人」に変身し、攻撃方法は体当たりのみであるが変身中は移動速度が上がり、ステージをショートカットできる。
巫女
費用700文。体力7。上下2方向に弾丸を放つ。天神変化は「天女」に変身して画面全体に弾を放つ。巫女がいるかいないかでエンディングが変わる。フランス料理が得意。
狸
条件を満たすことで最終面で加入。攻撃はランダムで天神変化も持たない、いわゆるお遊びキャラ。

## 評価
- ゲーム誌『ファミコン通信』の「クロスレビュー」では、6・6・7・5の合計24点となっている[4][3]。レビュアーの意見としては、「一風変わったシューティングゲーム」、「設定とかは変わっているけど、やってることは新しくない」などと評されている[4]。

- ゲーム誌『ファミリーコンピュータMagazine』の読者投票による「ゲーム通信簿」での評価は以下の通りとなっており、17.96点（満30点）となっている[1]。

| 項目 | キャラクタ | 音楽 | 操作性 | 熱中度 | お買得度 | オリジナリティ | 総合  |
| 得点 | 3.10       | 2.99 | 2.85   | 3.04   | 2.92     | 3.06           | 17.96 |